# Super Collider
Super Collider – czternasty album studyjny amerykańskiej heavymetalowej grupy Megadeth, którego premiera miała miejsce 4 czerwca 2013 roku. Super Collider jest albumem Megadeth wydanym przez Tradecraft, prywatną wytwórnię wokalisty zespołu Dave’a Mustaine’a. Jest to pierwsza od czasu wydanego w 1997 roku Cryptic Writings płyta, która powstała w identycznym składzie personalnym, co jej poprzedniczka.

## Lista utworów
Opracowano na podstawie materiału źródłowego.
| Nr  | Tytuł utworu                                  | Słowa                         | Muzyka                                         | Długość |
| --- | --------------------------------------------- | ----------------------------- | ---------------------------------------------- | ------- |
| 1.  | „Kingmaker”                                   | Dave Mustaine                 | Dave Mustaine, David Ellefson                  | 4:16    |
| 2.  | „Super Collider”                              | Dave Mustaine                 | Dave Mustaine                                  | 4:11    |
| 3.  | „Burn!”                                       | Dave Mustaine                 | Dave Mustaine                                  | 4:11    |
| 4.  | „Built for War”                               | Dave Mustaine                 | Dave Mustaine, Chris Broderick, Shawn Drover   | 3:57    |
| 5.  | „Off the Edge”                                | Dave Mustaine                 | Dave Mustaine                                  | 4:11    |
| 6.  | „Dance in the Rain” (featuring David Draiman) | Dave Mustaine                 | Dave Mustaine                                  | 4:45    |
| 7.  | „Beginning of Sorrow”                         | Dave Mustaine, David Ellefson | Dave Mustaine, Chris Broderick, David Ellefson | 3:51    |
| 8.  | „The Blackest Crow”                           | Dave Mustaine                 | Dave Mustaine                                  | 4:27    |
| 9.  | „Forget to Remember”                          | Dave Mustaine                 | Dave Mustaine                                  | 4:28    |
| 10. | „Don't Turn Your Back...”                     | Dave Mustaine                 | Dave Mustaine                                  | 3:47    |
| 11. | „Cold Sweat” (cover Thin Lizzy)               | Phil Lynott, John Sykes       | Phil Lynott, John Sykes                        | 3:10    |
|     |                                               |                               |                                                | 45:14   |

## Twórcy
Opracowano na podstawie materiału źródłowego.
| - Dave Mustaine – wokal prowadzący, gitara prowadząca, gitara rytmiczna, gitara akustyczna - Chris Broderick – gitara prowadząca, gitara rytmiczna, gitara akustyczna, wokal wspierający - Dave Ellefson – gitara basowa, wokal wspierający - Shawn Drover – perkusja, wokal wspierający |  | - David Draiman – wokal wspierający - Ted Jensen – mastering - Johnny K – producent - Cameron Webb – inżynier dźwięku |